# 프렌 (코트도르주)

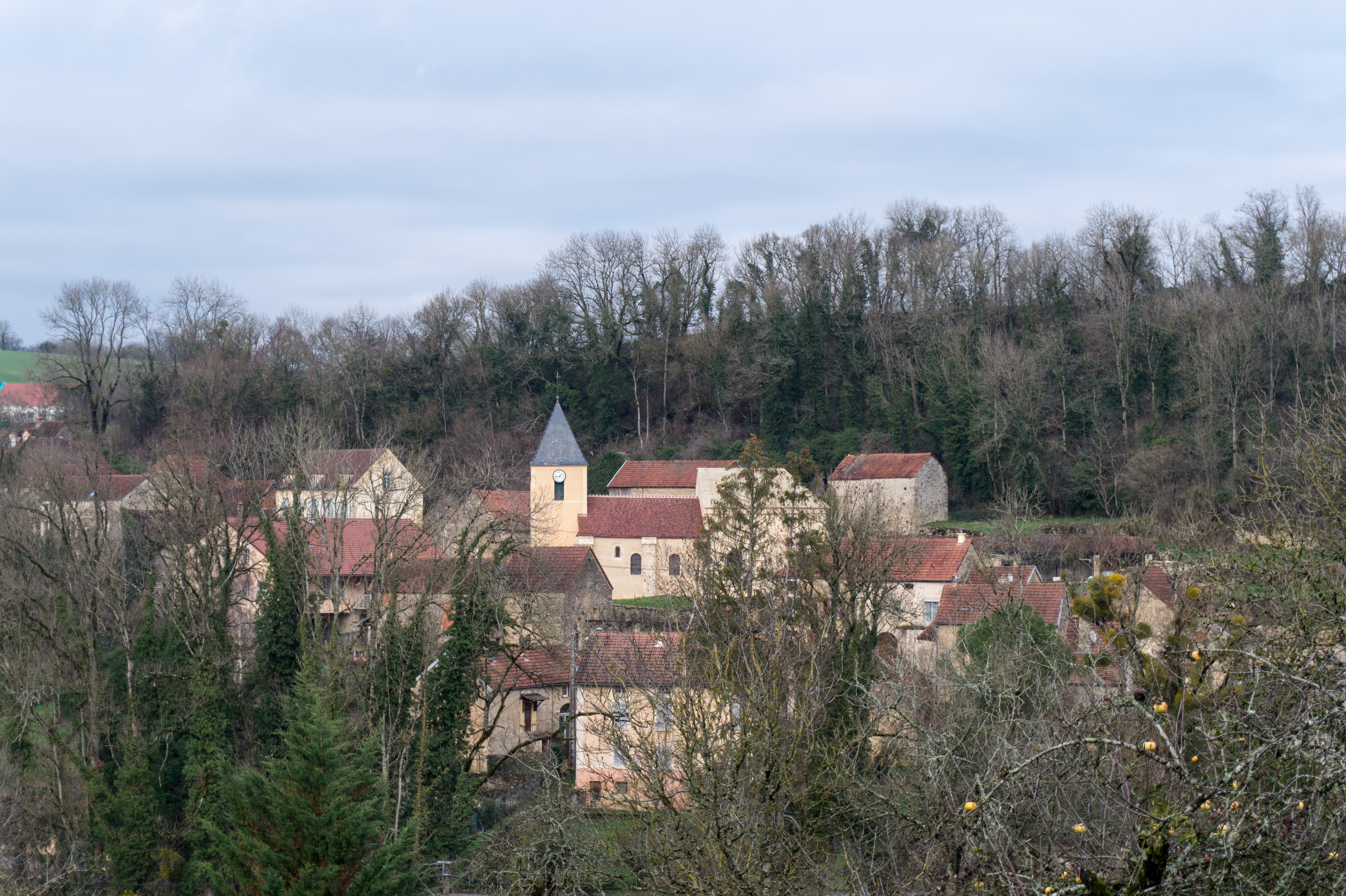

프렌(프랑스어: Fresnes)은 프랑스 부르고뉴 코트도르주에 위치한 도시로 면적은 13.07km2, 인구는 175명(2008년 기준), 인구 밀도는 13명/km2이다.

## 같이 보기
- 코트도르주의 코뮌 목록